# Afterlife (série télévisée)
Pour les articles homonymes, voir Afterlife.
Afterlife est une série télévisée britannique en quatorze épisodes de 52 minutes, créée par Stephen Volk et diffusée entre le 16 août 2005 et le 11 novembre 2006 sur le réseau ITV1.
La série a été diffusée en France à partir du 4 juin 2006 sur Canal+ et dès le 12 janvier 2009 sur M6, en Suisse depuis le 2 février 2007 sur la TSR1 et en Belgique francophone à partir du 2 juillet 2007 sur La Deux.

## Synopsis
Après un grave accident de train, Alison Mundy découvre qu'elle a le pouvoir de communiquer avec les morts. Sans cesse tourmentée par les défunts qui lui demandent de l'aide ou par les vivants qui souhaitent entrer en contact avec leurs disparus, Alison s'installe à Bristol espérant y commencer une nouvelle vie.
C'est là qu'elle rencontre le très sceptique Robert Bridge, un enseignant en psychologie spécialiste du paranormal, qui souhaite étudier le cas d'Alison afin de démontrer qu'il n'y a rien d'irrationnel dans ses visions.

## Distribution

### Acteurs principaux
- Lesley Sharp (VF : Catherine Davenier) : Alison Mundy
- Andrew Lincoln (VF : Tanguy Goasdoué) : Robert Bridge
- Kate Duchêne (VF : Déborah Perret) : Barbara Sinyard
- Anna Wilson-Jones (en) (VF : Dominique Vallée) : la juge Bridge

### Invités
- Cara Horgan : Veronica Vass (épisode 1)
- Adrian Lester : D.I. Felix George (épisode 2)
- Kevin Doyle : Ray Tufnell (épisode 2)
- Clare Cathcart (en) : Liz Tufnell (épisode 2)
- Ellen Howard : Carly Tufnell (épisode 2)
- Saskia Reeves : Sheila Rabey (épisode 3)
- Nicholas Shaw (en) : Daniel Rabey (épisode 3)
- Steven Elder : Chris Rabey (épisode 3)
- Joshua David-Kennedy : Josh Bridge (épisodes 4 à 6)
- Richard Beale (en) : Mr Keyhoe (épisode 4)
- Mark Benton (en) : Connor McClune (épisode 4)
- Mark Bonnar : Ben Varcoe (épisode 4)
- Nikki Amuka-Bird : Sandra Petch (épisode 5)
- Paul Brennen : Bald Man (épisode 5)
- Colin George (en) : Laurence Moser (épisode 6)
- Joe Hall : Eddie (épisode 6)
- Emily Beecham : Sash (épisode 7)
- John Burton : Bill Durrant (épisode 7)
- Emun Elliott : Tariq (épisode 7)
- Nora-Jane Noone : Tessa (épisode 7)
- Harry Treadaway : Liam (épisode 7)
- Lauren Varnfield : Jemima (épisode 7)
- Ed Westwick : Darren (épisode 7)
- Simon Fischer-Becker : chauffeur taxi (épisode 7)
- Robin Berry : Tango (épisode 8)
- Michael Obiora (en) : Terence Olivets (épisode 8)
- Robin Samson : Rat Man (épisode 8)
- David Threlfall : Ian Garland (épisode 8)
- Aidan McArdle : Martin (épisode 9)
- Zoe Telford : Ruth (épisode 9)
- Liam Cunningham : Jonathan (épisode 10)
- Julie Graham : Lucy (épisode 10)
- Amanda Lawrence (en) : la mère d'Alison (épisode 10)
- Justine Mitchell : Claire (épisode 10)
- Natalia Tena : Gemma Taylor (épisode 11)
- Lucy Cudden : Tina (épisode 11)
- Edward Davenport : Nick (épisode 11)
- Hugh Holman : Clubber (épisode 11)
- Matti Houghton : Beth (épisode 11)
- Kenneth Cranham : Stan Mundy (épisode 12)
- Amy Hart : Alison Mundy jeune (épisode 12)
- Craig Kelly : Stan Mundy jeune (épisode 12)
- Andrew T. Collins : Neurologue (épisode 13)
- Martin Fisher : le père de Harry (épisode 13)
- Gregory Foreman : Harry (épisode 13)
- Josh Hooper : Josh Bridge (épisode 14)
- Emma Lowndes (en) : Zoe (épisode 14)
- Natasha Magigi : Gina (épisode 14)
- Aislinn Sands : infirmière de nuit (épisode 14)
- Kish Sharma : Dr Pran (épisode 14)

- Version française
  - Société de doublage : Nice Fellow[1]
  - Direction artistique : Philippe Peythieu[1]
  - Enregistrement et mixage : Daniel dos Reis

Source VF : Doublage Séries Database

## Épisodes

### Première saison (2005)
| N° | Titre                                          | Réalisation      | Scénario              | Première diffusion Royaume-Uni | Première diffusion France |
| --- | ---------------------------------------------- | ---------------- | --------------------- | ------------------------------ | ------------------------- |
| 01 | Au-delà des apparences More Than Meets the Eye | Maurice Phillips | Stephen Volk (en)     | 24 septembre 2005              | 4 juin 2006               |
| Alison, une jeune femme ayant des dons de voyance tente par tous les moyens d'aider une étudiante. Mais Robert Bridge, le professeur de celle-ci, s'en mêle, car il souhaite prouver qu'Alison est un escroc. |                                                |                  |                       |                                |                           |
| 02 | Au-dessous des os Lower than Bones             | Maurice Phillips | Stephen Volk          | 1er octobre 2005               | 4 juin 2006               |
| Alison aide l'esprit d'une petite fille victime de meurtre. Robert veut en apprendre plus sur Alison. |                                                |                  |                       |                                |                           |
| 03 | Daniel Daniel One & Two                        | Charles Beeson   | Stephen Volk          | 8 octobre 2005                 | 11 juin 2006              |
| Alison et Robert s'intéressent au cas de Daniel, un jeune schizophrène. |                                                |                  |                       |                                |                           |
| 04 | Le Miroir aux alouettes Misdirection           | Martyn Friend    | Charlie Fletcher (en) | 15 octobre 2005                | 11 juin 2006              |
| Alison trouve un travail dans une maison de retraite et tout ne se passe pas comme prévu. |                                                |                  |                       |                                |                           |
| 05 | L'Appartement hanté Sleeping with the Dead     | Martyn Friend    | Stephen Volk          | 22 octobre 2005                | 18 juin 2006              |
| Alison et Robert aident Sandra, une jeune femme qui est convaincue que son appartement est hanté. |                                                |                  |                       |                                |                           |
| 06 | Les Rescapés The 7:59 Club                     | Charles Beeson   | Stephen Volk          | 29 octobre 2005                | 18 juin 2006              |
| Alison est confrontée à son passé. |                                                |                  |                       |                                |                           |

### Deuxième saison (2006)
| N° | #  | Titre                                               | Réalisation    | Scénario     | Première diffusion Royaume-Uni | Première diffusion France |
| --- | -- | --------------------------------------------------- | -------------- | ------------ | ------------------------------ | ------------------------- |
| 07 | 01 | Confusion Roadside Bouquets                         | Charles Beeson | Stephen Volk | 16 septembre 2006              |                           |
| Quatre jeunes ont un accident de voiture. L'un d'eux meurt sur le coup.                                                          |    |                                                     |                |              |                                |                           |
| 08 | 02 | L'Homme aux rats Ratman                             | Charles Beeson | Stephen Volk | 23 septembre 2006              |                           |
| Un détenu prétend que sa cellule est hantée et refuse d'y entrer. Le directeur de la prison fait aide à Alison.                  |    |                                                     |                |              |                                |                           |
| 09 | 03 | Do, l'enfant do Lullaby                             | Charles Beeson | Mark Greig   | 30 septembre 2006              |                           |
| Un père entend une voix qui chante une berceuse dans la chambre de son fils. Or, ils sont seuls dans la maison.                  |    |                                                     |                |              |                                |                           |
| 10 | 04 | Dans la peau de l'autre Your Hand in Mine           | Martyn Friend  | Mark Cullen  | 7 octobre 2006                 |                           |
| Jonathan et Lucy veulent se marier mais ils ont affaire à d'étranges manifestations surnaturelles.                               |    |                                                     |                |              |                                |                           |
| 11 | 05 | Colocation ratée Mirrorball                         | Martyn Friend  | Mark Greig   | 21 octobre 2006                |                           |
| Alison vient en aide à une étudiante, Gemma Taylor, qui veut conctater sa meilleure amie.                                        |    |                                                     |                |              |                                |                           |
| 12 | 06 | Attention au croquemitaine Mind the Bugs Don't Bite | Martyn Friend  | Stephen Volk | 28 octobre 2006                |                           |
| Alison est de plus en tourmentée par le fantôme de sa mère.                                                                      |    |                                                     |                |              |                                |                           |
| 13 | 07 | Retour aux sources Things Forgotten                 | Ashley Pearce  | Guy Burt     | 4 novembre 2006                |                           |
| Alison essaye de venir en aide à un adolescent mais son pouvoir de médium lui fait défaut.                                       |    |                                                     |                |              |                                |                           |
| 14 | 08 | L'Appel du large A Name Written in Water            | Ashley Pearce  | Stephen Volk | 11 novembre 2006               | 24 juillet 2007           |
| Alison retrouve Robert dont l'état de santé est très préoccupant. Elle comprend que la vie de son ami ne tient plus qu'à un fil. |    |                                                     |                |              |                                |                           |

## Commentaires
La chaîne ITV a annoncé en juin 2006 que la série ne serait pas reconduite pour une troisième saison. Concernant la fin de la saison 2, Murray Ferguson, un des créateurs de la série, a indiqué : « Je pense que la fin de la seconde saison est presque une bonne fin mais ce n'est pas une conclusion à la série. »

## Produits dérivés

### DVD
- Afterlife - Saison 1 (27 mars 2007) (ASIN B000KRMWP4)
- Afterlife - Saison 2 (3 septembre 2007) (ASIN B000QCQ7FE)